# Vännäs församling
Vännäs församling är en församling inom Svenska kyrkan i Södra Västerbottens kontrakt av Luleå stift. 
Församlingen ingår i Vännäs-Bjurholms pastorat och omfattar hela Vännäs kommun i Västerbottens län.

## Administrativ historik
Församlingen bildades 1825 genom en utbrytning ur Umeå landsförsamling.
Församlingen var till 14 augusti 1834 i pastoratet med Umeå landsförsamling, för att därefter till 2014 utgöra ett eget pastorat. Från 1931 till 1987 var församlingen uppdelad i två kyrkobokföringsdistrikt: Vännäs köpings (sedan Vännäs centralorts) kbfd (246000, från 1967 246001) och Vännäs landskommuns (sedan Vännäsbygdens) kbfd (240500, 1967–1970 240501, från 1971 246002). Från 2014 ingår församlingen i Vännäs-Bjurholms pastorat.

## Kyrkoherdar
| 1833–1853 | Olof Wilhelm Söderlindh    | 1793–1853 |                                           |
| 1857–1865 | Isak Nydahl                |           | Senare kyrkoherde i Gudmundrå församling. |
| 1865–1884 | Johan Gustaf Thelberg      | 1821–1884 |                                           |
| 1887–1927 | Lars Ulrik Ferdinand Öberg | 1850–     |                                           |
| 1939–1961 | Sigurd Lidström            | 1896–1988 |                                           |

## Kyrkor och kapell
- Vännäs kyrka
- Johanneskyrkan
- Mariakapellet